# Norm of the North
Norm of the North (Norman del Norte en España, Norm y los invencibles en Hispanoamérica) es una película indo-estadounidense animada por computadora de aventuras y comedia, dirigida por Trevor Wall y protagonizada por Rob Schneider como la voz de Norm. La película fue producida por Splash Entertainment y distribuida por Lionsgate. La película fue estrenada en cines el 15 de enero de 2016. Cuenta con tres secuelas, las cuales fueron lanzadas directamente para DVD.

## Sinopsis
Norm of the North gira en torno a un oso polar que encontrará refugio en una abandonada estación científica, cuando éste se ve obligado a abandonar su hogar en el ártico como consecuencia del cambio climático. Norm estará acompañado de tres pequeños lemmings.

## Reparto
- Rob Schneider como Norm.[1]
- Ken Jeong[1] como Sr. Greene
- Loretta Devine[1] como Tamecia.
- Heather Graham[2] como Vera.
- Bill Nighy[2] como Sócrates.
- Gabriel Iglesias[2] como Pablo y Stan.
- Michael McElhatton[2] como Laurence.
- Colm Meaney[2] como el Abuelo.

## Estreno
La película fue estrenada en los cines el 15 de enero de 2016.

## Secuelas
Tres secuelas directamente para vídeo se llevaron a cabo inmediatamente después de la película original.

## Recepción
La película ha sufrido muchas críticas negativas por la audiencia y los críticos, En el portal Rotten Tomatoes, la película tiene una calificación de 6% con base en 69 reseñas, el consenso crítico del sitio dice: "Un logro pionero en el campo de la animación de oso polar perreador, pero retrógrada en cada otro aspecto, Norm of the North sólo debería ser proyectada en caso de emergencia parental." IMDb le da un puntaje de 3.4/10. En Metacritic, la película tiene un puntaje de 21 sobre 100, sobre la base de 17 críticas, indicando "reseñas generalmente desfavorables", y hasta ahora, la película está catalogada por ser una de las peores películas de animación.
El crítico Mark Dujsik le dio a la película 1 de 4 estrellas posibles, escribiendo que "A Norm of the North no le interesa el ambiente, los animales del artico, o incluso los niños en este asunto. Quiere ser 'tierna y mercadeable' tan fácil como le sea posible". James White de Empire le dio 1 de 5 estrellas posibles escribendo que "no te recomendaríamos verla incluso después de que hayas descartado cada otra posibilidad - y eso incluye una pantalla en blanco".
Zak Wojnar del sitio Screen Rant incluyó a la película en su lista de peores películas del 2016 describiendo el metraje como un ejercicio de 88 minutos de una animación terrible y escritura y actuación aburridas, incluso para los estándares de Rob Schneider.